# Лопащине
Лопа́щине (до 2025 — Лопаскине) — село в Україні, у Щастинській міській громаді Щастинського району Луганської області. Населення становить 138 осіб.

## Історія
Утворене 1931 року як хутір Лопаскине. З 1960 року село.
До жовтня 2014 року входило до Слов'яносербського району, підпорядковувалося Слов'яносербській селищній раді. 7 жовтня постановою Верховної Ради передане до Новоайдарського району. 17 жовтня рішенням Новоайдарської районної ради підпорядковане Трьохізбенській сільській раді. Рішення набуло чинності 15 травня 2015 року.
16 червня 2015 року біля Лопаскиного група бійців батальйону особливого призначення «Золоті ворота» потрапила у засідку та вступила в бій з диверсійно-розвідувальною групою проросійських терористів. Внаслідок бою троє бійців БПСМОП «Золоті ворота» отримали поранення та були направлені до лікарні в м. Новий Айдар.
19 червня 2015 року біля Лопаскиного проросійські терористи вступили у бій із українськими вояками, після відсічі, зазнавши втрат, відступили.
7 липня 2015-го військовики контролювали ділянку вздовж річки Сіверський Донець з метою недопущення спроб незаконного переправлення вантажів. Близько полудня поблизу села Лопаскине Новоайдарського району — неподалік міста Щастя, військовий «КамАЗ» був обстріляний терористами із автоматів та гранатометів. У часі перестрілки Володимир Брожко загинув, троє військовиків зазнали поранень.
29 жовтня 2016-го біля Лопаскиного під обстріл потрапила мобільна група Державної фіскальної служби, поранення зазнали 3 члени екіпажу групи.
24 лютого 2022 року село було взято російськими окупаційними військами.
05 червня 2025 року відповідно до Постанови Верховної Ради України № 4483-IX село Лопаскине було перейменовано на село Лопащине. Постанова набула чинності 18 червня 2025 року.